# Weslaco
Weslaco – miasto w Stanach Zjednoczonych, w stanie Teksas, w hrabstwie Hidalgo. Nazwa pochodzi od W. E. Stewart Land Company.

## Demografia
Według przeprowadzonego przez United States Census Bureau spisu powszechnego w 2010 miasto liczyło 35 670 mieszkańców, co oznacza wzrost o 32,4% w porównaniu do roku 2000. Natomiast skład etniczny w mieście wyglądał następująco: Biali 85,7%, Afroamerykanie 0,5%, Azjaci 1,2%, pozostali 12,6%. Kobiety stanowiły 52,6% populacji.